# Shō Boku
Shō Boku (尚 穆, 3 mai 1739 – 19 février 1794) est un souverain du royaume de Ryukyu.

## Biographie
Son règne commence en 1756. Au cours de cette période de stabilité relative, il doit composer en 1771 avec un tsunami qui dévaste les îles Miyako et les îles Yaeyama.
Durant son règne, l'envoyé chinois Chou Huang rédige une topographie en seize volumes des îles pour l'empereur Qianlong.

## Source de la traduction
- (en) Cet article est partiellement ou en totalité issu de l’article de Wikipédia en anglais intitulé « Shō Boku » (voir la liste des auteurs).